# Chivito criollo del norte neuquino
Chivito criollo del norte neuquino es el nombre que se le ha dado por la denominación de origen al caprino de raza criolla neuquina que se produce en la provincia del Neuquén, Argentina, en los departamentos Chos Malal, Minas y parte de los departamentos Ñorquín, Loncopué, Añelo y Pehuenches.

## Marca internacional
A través del Ministerio de Agricultura, Ganadería y Pesca de la Argentina se realizaron gestiones a partir del año 2005, donde se realizaron estudios sobre la cría del chivito, observándose las pasturas, la trazabilidad, la faena y la comercialización, zonificándose esta región, donde se estimó una población de 350.000 de estos caprinos. Se logró oficializar la denominación de origen del chivito neuquino en el año 2008, resolución oficial del gobierno de Argentina, que permitió comercializar a estos animales dentro y fuera del país, dado en el marco de la ley nacional N.º 25.966 (Productos de origen agrícola y alimentarios).
Fue la presidenta argentina Cristina Fernández de Kirchner quien dio la noticia a los pobladores del norte neuquino en visita oficial a la provincia del Neuquén en el año 2008.